# 李和鑫
李和鑫（1946年7月20日—），出生於浙江寧坡鄞县。之後轉向香港發展，後因2012年神州醫療事件，於2017年移民台灣桃園市。曾捐资创立香港中文大学之和声书院，任书院监会主席。现任世界客属企业家联合会荣誉会长。

## 生平
生于上海金融世家，祖籍浙江宁波鄞县，兄李和声是香港知名金融家。初从事传统制造业中的钢材冷轧薄板制造，20世纪90年代投资香港实业。任家族企业香港大唐国际投资有限公司总裁。亦在新加坡、美国投资经营实业，领域横跨医药、制造业、生物科技。2009年，在香港创办李氏鑫记茶庄，任鑫福茶轩董事长，亦任香港秉花堂李氏慈善基金会会长。 转而投资中国大陆生物科技和制药业，2009年，任天津泰达发展总裁，2015年，任天津亚圣医药保健品有限公司董事长。亦为海峡两岸民意代表联谊会顾问、政协天津市第十二届港澳委员。

## 慈善
李氏热衷慈善事业，在两岸三地均有捐资教育。
- 2007年，捐资1.5亿元港币，创办香港中文大学和声书院，以其兄名字命名。2010年，奠基[9]。
- 2009年，捐资3000万元人民币予华人出版业[3]。
- 2009年，捐资2000万新台币给台湾弱势关怀协会[3]，亦有慰问台湾水灾灾区。